# The Quiet Zone/The Pleasure Dome
The Quiet Zone/The Pleasure Dome – ósmy album studyjny brytyjskiego zespołu z nurtu rocka progresywnego Van der Graaf Generator wydany w 1977. Jest to ostatnia studyjna płyta zespołu wydana przed wznowieniem działalności, które miało miejsce w 2005.
Skład zespołu znacząco różni się od tego z kilku poprzednich płyt, co ma znaczący wpływ na brzmienie. Zespół opuścili saksofonista David Jackson (jego udział słyszalny tylko w dwóch utworach, „The Sphinx in the Face” i „The Sphinx Returns”) i organista Hugh Banton, dołączyli wcześniejszy basista Nic Potter i skrzypek Graham Smith, udzielający się w zespole String Driven Thing. Płyta została wydana pod skróconą nazwą zespołu, Van der Graaf.

## Lista utworów
Album zawiera następujące utwory:

### Wydanie oryginalne
| 1. | Lizard Play                      | 4:29  |
|    |                                  |       |
| 2. | The Habit of the Broken Heart    | 4:40  |
|    |                                  |       |
| 3. | The Siren Song                   | 6:05  |
|    |                                  |       |
| 4. | Last Frame                       | 6:15  |
|    |                                  |       |
| 5. | The Wave                         | 3:15  |
|    |                                  |       |
| 6. | Cat's Eye/Yellow Fever (Running) | 5:21  |
|    |                                  |       |
| 7. | The Sphinx in the Face           | 5:59  |
|    |                                  |       |
| 8. | Chemical World                   | 6:12  |
|    |                                  |       |
| 9. | The Sphinx Returns               | 1:18  |
|    |                                  |       |
|    |                                  | 43:34 |
|    |                                  |       |

### Wydanie 2005 r.
| 1.  | Lizard Play                      | 4:29  |
|     |                                  |       |
| 2.  | The Habit of the Broken Heart    | 4:40  |
|     |                                  |       |
| 3.  | The Siren Song                   | 6:05  |
|     |                                  |       |
| 4.  | Last Frame                       | 6:15  |
|     |                                  |       |
| 5.  | The Wave                         | 3:15  |
|     |                                  |       |
| 6.  | Cat's Eye/Yellow Fever (Running) | 5:21  |
|     |                                  |       |
| 7.  | The Sphinx in the Face           | 5:59  |
|     |                                  |       |
| 8.  | Chemical World                   | 6:12  |
|     |                                  |       |
| 9.  | The Sphinx Returns               | 1:18  |
|     |                                  |       |
| 10. | Door                             | 3:23  |
|     |                                  |       |
| 11. | The Wave                         | 3:03  |
|     |                                  |       |
| 12. | Ship of Fools                    | 3:43  |
|     |                                  |       |
|     |                                  | 53:43 |
|     |                                  |       |

## Twórcy
Twórcami albumu są:
- Nic Potter – gitara basowa
- Guy Evans – instrumenty perkusyjne
- Peter Hammill – śpiew, fortepian, gitary
- Graham Smith – skrzypce
- David Jackson – saksofon („The Sphinx in the Face”, „The Sphinx Returns”)